# Saratowski Akademicki Teatr Dramatyczny im. I. Słonowa

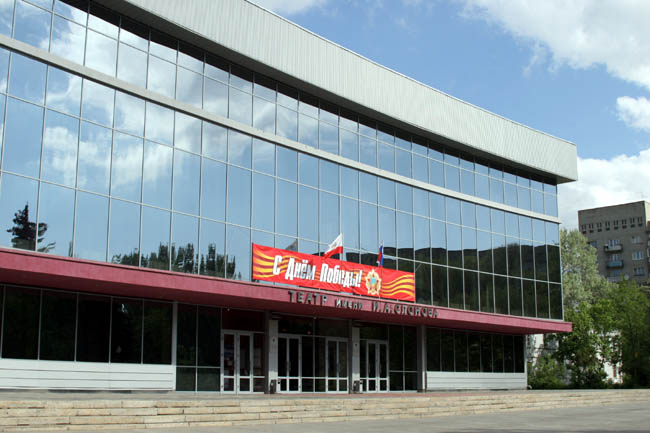
Budynek Teatru

Saratowski Akademicki Teatr Dramatyczny im. I. Słonowa – jeden z najstarszych teatrów w Rosji. 

## Historia
Historia Teatru zaczyna się od pierwszego w mieście kółka literacko-muzycznego, założonego przez kupca Franza Schechtela. Kółko to działało pod nazwą Niemiecki Klub Taneczny. W 1859 roku Schechtel wybudował w swoim przydomowym ogrodzie teatr letni. Budynek ten ulegał wielokrotnym zniszczeniom i przebudowom. W końcu, w miejscu ogrodu dawnego wyrósł skwer, a na nim – okazały obecny budynek Teatru. 
W latach 20. XIX wieku wystawiano tam głównie opery, później operetki i wreszcie – dramaty. Regularne przedstawienia tych ostatnich datuje się od 1865 roku, kiedy to Piotr Miedwiediew założył miejscową grupę dramatyczną. W 1915 roku do Saratowa przeniosła się trupa z Kijowa, w skład której wchodził między innymi Iwan Słonow. Jak się okazało, był to początek jego trzydziestoletniej pracy w tym Teatrze. W 2003 roku Teatrowi nadano imię tego artysty.
W końcu sierpnia 2008 roku kierownikiem artystycznym Teatru był Grigorij Aredakow. 

## Ważniejsi aktorzy
Na przestrzeni lat na deskach tego Teatru występowało wielu znamienitych aktorów, wśród nich kilkunastu obdarzonych tytułem Ludowego Artysty ZSRR, dowolnej z jego Republik lub współczesnej Rosji, w kolejności alfabetycznej: Borys Andrejew, Sergiej Brzeski, Witalij Doronin, Wacław Dworzecki, Aleksandr Dziekun, Boris Ilin, Oleg Jankowski, Walentina Jermakowa, Jurij Kajurow, Paweł Karganow, Aleksandr Kołobajew, Stiepan Muratow, Stiepan Ożigin, Gierogij Salnikow, Anatolij Smiranin, Sergiej Sosnowski, Liwia Szutowa, a także inna znana aktorka, Polina Strepietowa, której portrety malował sam Ilja Riepin.